# 2016年リオデジャネイロパラリンピックのトンガ選手団
2016年リオデジャネイロパラリンピックのトンガ選手団（2016ねんリオデジャネイロパラリンピックのトンガせんしゅだん）は、2016年9月7日から9月18日までブラジルのリオデジャネイロで開催された2016年リオデジャネイロパラリンピックトンガ選手団の名簿。

## 選手団
- 人員: 選手 2人

## 種目別選手・スタッフ名簿及び成績

### 陸上競技
- シオネ・マヌ（男子やり投げ F46 切断・機能）35.62m 自己ベスト 12位
- アナ・タラカイ（女子砲丸投げ F11/12 視覚）7.44m 自己ベスト 12位